# Pisanka kaligraficzna

Przykład pisanki kaligraficznej wzorowanej na pisance angielskiej z XVIII wieku

Pisanka kaligraficzna – ogólna nazwa krojów pisanek, zazwyczaj ozdobnych i cechujących się szczególnie dopracowanym, starannym i regularnym duktem. 
Pisanki najczęściej wzorowane są na włoskiej cancellaresce z XVI wieku oraz francuskim rondé i pisance angielskiej z XVIII wieku. Czcionki tych pisanek odlewane były z ligaturami i połączeniami liter, tak aby jak najlepiej odtworzyć połączenia liter charakterystyczne dla pisma odręcznego. 
Szczególną grupę stanowią pisanki, które odwzorowują różne rodzaje pism z okresu przed upowszechnieniem się druku, np. starorzymską rusticę czy uncjałę.